# Джон Гримек
Джон Карл Гримек е американски културист.

## Биография
Роден е на 17 юни 1910 г. в Пърт Ембой, щата Ню Джърси. Син е на словашките имигранти Георги и Мария Гримек. Започва да тренира с тежести още от 12-годишен, като използва уредите на брат си. Така той придобива атлетична фигура още като дете и през 30-те години става изключително популярен в Щатите. Представя Съединените щати на Олимпийските игри 1936 г. в Берлин с дисциплината вдигане на тежести. През 1948 г. на 38-годишна възраст, Гримек побеждава Стив Рийвс на конкурса Мистър Вселена в Лондон, а решението на NABBA е оспорвано. На следващата година печели последния си конкурс Мистър САЩ.
Джон е лице на кориците на много списания за мускули и фитнес. През 1954 г. той се оттегля от състезателна дейност, но продължава да тренира още дълго. В съчетание с развити мускули, Джон демонстрира добра гъвкавост, като докосва земята с длани, стоейки на стол. Той е единственият културист, който никога не е губил състезание. От 1963 до 1985 г. е редактор на списание „Muscular development“.

## Смърт
Умира внезапно на 20 ноември 1998 г. в дома си в Йорк, Пенсилвания, на 88 години. Въведен в Залата на славата IFBB през 1999 година.

## Профил
Топ форма на Гримек:
- височина: 181 cm
- килограми: 99 kg
- гърди: 128 cm
- ръце: 50 cm
- талия: 76 cm
- бедро: 75 cm
- врат: 47 cm
- прасец: 52 cm